# Вільховець (притока Дністра)
Вільхове́ць — річка в Україні, Чортківському районі Тернопільської області. Ліва притока Дністра. 
Бере початок із джерел на північний схід від смт Мельниця-Подільська, впадає до Дністра в селі Вільховець. 
Довжина річки — 15 км, площа басейну — 49 км². 
Воду використовують для сільськогосподарських і побутових потреб.